# Mapex

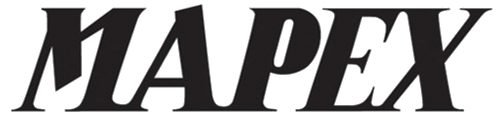
Logo

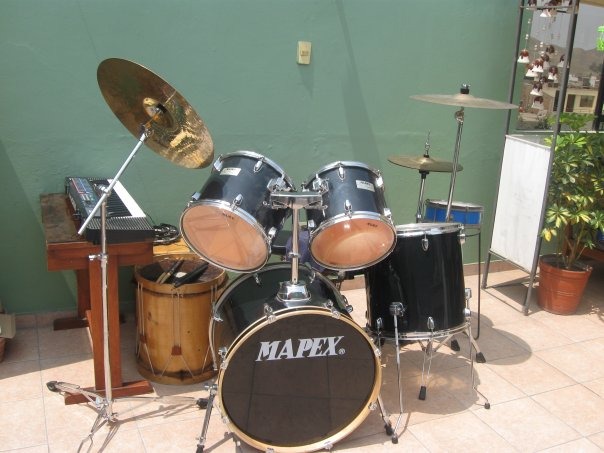
Een drumstel van Mapex.

Mapex is een Taiwanees merk van slagwerkinstrumenten.

## Geschiedenis
Moederbedrijf KHS Musical Instruments startte in 1930 als producent van educatieve producten. Het ging vanaf 1950 ook muziekinstrumenten produceren. KHS startte de merknaam in 1989 voor haar drumstellen en aanverwante accessoires. Het bedrijf vertegenwoordigd ook de merknamen Falcon voor drumpedalen, Black Panther voor snares en Tornado voor budgetdrums. Mapex is wereldwijd een van de grootste producenten van slagwerkinstrumenten.

## Producten

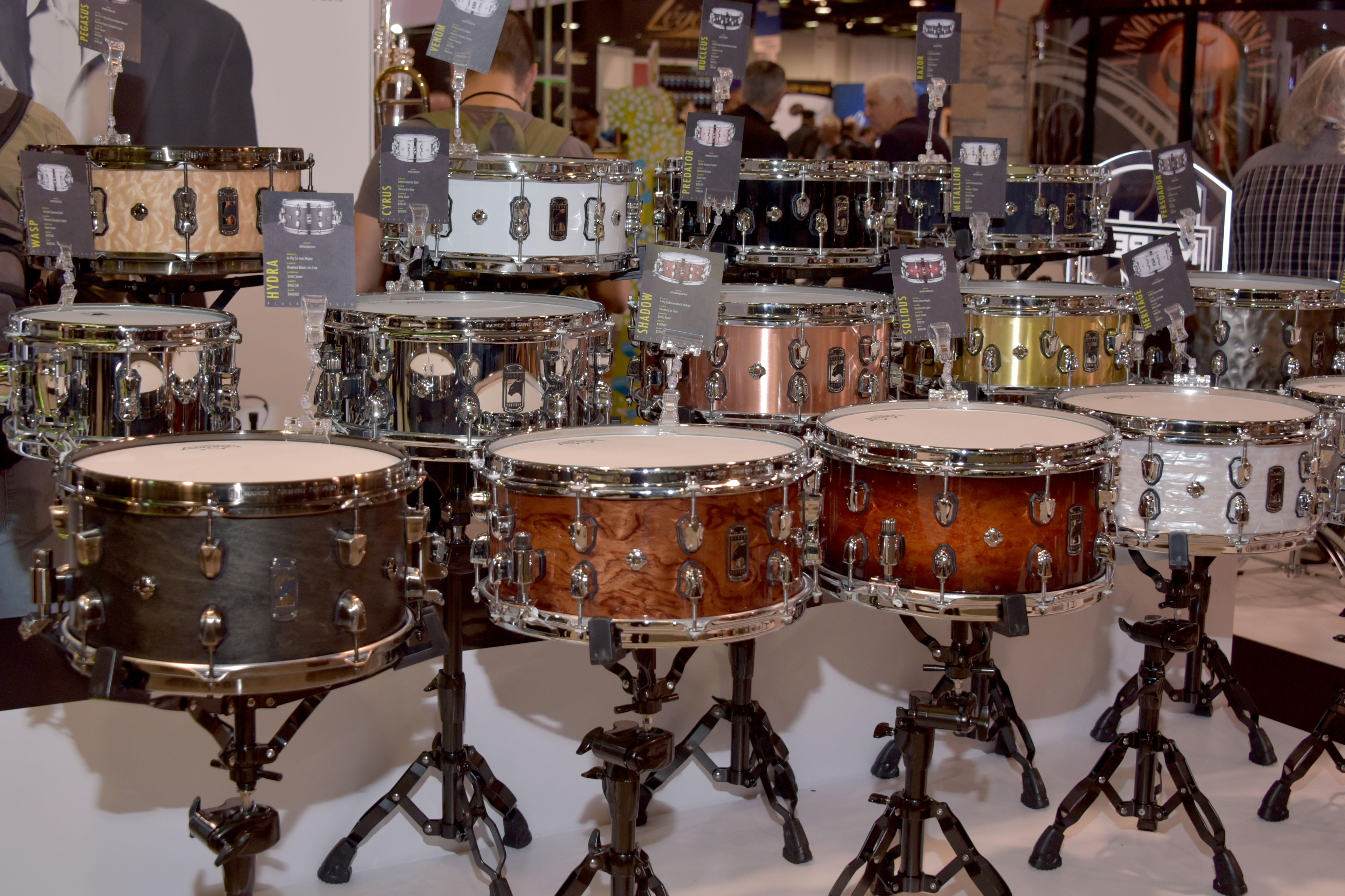
Snarentrommels

Mapex produceert verschillende drumlijnen, waaronder:
- Armory
- Black Panther
- Falcon
- Horizon
- Mars
- Meridian Birch/Maple
- Orion
- Raptor
- Saturn V
- Storm
- Tornado
- Voyager